# Mercado de Carne de Aquiraz
O Mercado de Carne de Aquiraz, hoje Mercado da Artes, construído no século XIX, foi outrora um centro comercial da cidade de Aquiraz, que impressiona o visitante pela particular técnica de construção, a qual prima pelo uso da carnaúba e do tijolo adobe. Sua parte central, conhecida como epicentro, era o local de comercialização da carne. A harmonia geométrica da armação do telhado deixa transparecer o caráter arrojado do estilo, suscitando o interesse dos mais conceituados arquitetos e engenheiros. Os antigos pontos comerciais, situados na parte externa, foram durante décadas o coração do comércio da cidade, fato que perdurou até o tombamento do prédio em 1988. Atualmente encontra-se ali instalado uma espécie de "centro cultural", onde funcionam várias oficinas de artes e ofícios, além da biblioteca pública do município.
Atualmente uma ONG de nome Tapera das Artes se encontra instalada no prédio, desenvolvendo ações culturais para a população aquiraense.